# チャイニーズ・ネッシー
チャイニーズ・ネッシー（天池水怪）は、UMAの一種。中国の湖吉林省の天池に棲息していると言われている。

## 特徴
- 別称:テンシー。
- 棲息地・目撃場所:中国吉林省の天池[3]。
- 外見:ワニのような体に犬の顔で角が生えている。
- 頭部や背中にこぶのようなものがある。
- 体長20～30m

## 解説
湖に生息している、そして巨大生物という特徴からネス湖のネッシーにちなみ命名された。
目撃談は2003年7月にチャイニーズ・ネッシーの出現を50分の間に5回にわたって10人以上が目撃。多いときで20頭ほど現れたという。ほか、群れをなしていたという情報もある。
1993年、現地にある長白山のマスコット・キャラクターとして「吉利」という固有名で「天池怪獣」が選ばれ、1995年には「地元民によって吉祥の神と崇められている」という「天池聖獣」の置物が制作、発売された。
天池でニジマスの養殖が始まり魚が生息するようになったのは最近だが、100年以上前の資料に天池怪獣の目撃記録が残されているという。

## 正体
チャイニーズ・ネッシーの正体については諸説ある。以下の通り。
- 集団幻覚説
- 犬・牛・熊・カワウソの誤認説[6]
- 漢代の書物山海経に出てくる怪物応竜とする説[6]
- 中国軍もしくは北朝鮮軍の、湖底調査用のボートか潜水艦等の軍事装備品ではないかとする説

なお、かつて日本のテレビ番組において、海を遡上し住み付いた古代クジラバシロサウルスの生き残りではないかと推測された。バシロサウルスの体長は約18～25mだと推定されているので、大きさは目撃証言と当てはまる。が、天池ができたのは約1万年前(それも海とつながっていたとは考えられていない)だと推測されるが、バシロサウルスが絶滅したのは約3400万年前と考えられているため、あまりにも絶滅から住み付くまでの間隔が開きすぎているのでこの説はとうてい信用し難い。